# Halo 3: ODST
Halo 3: ODST (voormalig "Halo 3: Recon") is een first-person shooter-spel ontwikkeld door Bungie en uitgegeven op 22 september 2009. Het spel is een stand-alone uitbreiding van Halo 3. Het spel speelt zich af tussen Halo 2 en Halo 3. Opmerkelijk is ook dat de speler niet de Master Chief of de Arbiter moet besturen, maar een ODST (Orbital Drop Shock Trooper, ook wel hell jumpers genaamd).

## Campaign
De campaign van Halo 3: ODST speelt zich af tussen Halo 2 en Halo 3 in het jaar 2552. De fictieve Afrikaanse stad New Mombasa is het decor van het grootste deel van de campaign. De missies zijn net als bij Halo 3 opgebouwd, het enige verschil is dat men tussen de missies door 'flashbacks' krijgt, die de speler terugsturen naar vorige missies en die niet tellen als volledige levels. In deze missies zoekt de speler een 'Beacon', die de speler leidt naar een volgend level. De speler speelt als elk lid van de ODST-squad (behalve Dare), dus als The Rookie, Buck, Dutch, Romeo en Mickey.

## Firefight
Firefight is een extra spelmodus van Halo 3: ODST. Het doel van het spel is met vrienden op Xbox Live of via split screen hordes van Covenant te verslaan en zover komen als mogelijk is. Het spel wordt gespeeld in de gewone multiplayer-maps. De speler kan characters vrijspelen in de campaign die de speler vervolgens kan gebruiken voor Firefight.

## Multiplayer
Halo 3: ODST wordt geleverd in een twee disc-set met een disc met de Campaign en Firefight en een disc met de complete multiplayer-ervaring van Halo 3. Op de disc staan alle originele maps van Halo 3, inclusief alle extra map-packs, plus nog drie nieuwe maps, speciaal voor deze actie. De multiplayer is dus gewoon die van Halo 3. 

## Trivia
- Het spel is opgenomen in het boek 1001 Video Games You Must Play Before You Die van Tony Mott.